# Boscarla becuda
La boscarla becuda (Acrocephalus orinus) és una espècie d'ocell de la família dels acrocefàlids (Acrocephalidae) que habita zones de muntanya, criant localment al Kazakhstan, Afganistan i Pakistan. Passa l'hivern més cap al sud.